# Hungría en los Juegos Olímpicos de Pekín 2022
Hungría estuvo representada en los Juegos Olímpicos de Pekín 2022 por un total de 14 deportistas que competirán en 5 deportes. Responsable del equipo olímpico es el Comité Olímpico Húngaro, así como las federaciones deportivas nacionales de cada deporte con participación.
Los portadores de la bandera en la ceremonia de apertura fueron los esquiadores alpinos Márton Kékesi y Zita Tóth.

## Medallistas
El equipo olímpico húngara obtuvo las siguientes medallas:
| Nombre                                                      | Deporte                              | Competición  |
| ----------------------------------------------------------- | ------------------------------------ | ------------ |
| Oro                                                         |                                      |              |
| Shaoang Liu                                                 | Patinaje de velocidad en pista corta | 500 m M      |
| Plata                                                       |                                      |              |
| —                                                           |                                      |              |
| Bronce                                                      |                                      |              |
| Shaoang Liu                                                 | Patinaje de velocidad en pista corta | 1000 m M     |
| Petra Jászapáti Zsófia Kónya Shaoang Liu Shaolin Sándor Liu | Patinaje de velocidad en pista corta | Relevo mixto |